# Muangkan United FC
Der Muangkan United Football Club (englisch; thailändisch สโมสรฟุบอลเมืองกาญจน์ ยูไนเต็ด) ist ein professioneller thailändischer aus Kanchanaburi, der in der Thailand Amateur League spielt.

## Vereinsgeschichte
Der Verein wurde 2009 als Muangkan FC gegründet. 2012 wurde der Verein in Muangkan United FC umbenannt. 2010 startete der Verein in der dritten Liga Thailands, in der Regional League Division 2. Hier spielte der Verein bis 2012 in der Central/East-Region. Von 2013 bis 2014 spielte man in der Central/West-Region. Für die Saison 2015 wurde keine Mannschaft gemeldet und man setzte ein Jahr aus. 2016 startete man wieder in der dritten Liga. Dieses Mal in der West-Region. Mit Einführung der Ligareform spielte man 2017 in der Thai League 4. In der West-Region der vierten Liga wurde man Vizemeister und man stieg in die Thai League 3 auf. In der ersten Drittligasaison in der Upper-Region erreichte der Verein einen 8. Platz. Im folgenden Jahr erreichte man den 10. Platz. 2020 wurde die Saison nach dem zweiten Spieltag wegen der COVID-19-Pandemie unterbrochen. Während der Unterbrechung wurde vom Verband beschlossen, dass man nach Wiederaufnahme des Spielbetriebs die Thai League 3 und die Thai League 4 zusammenlegt. Nach der Zusammenlegung spielte Muangkan in der Western Region der dritten Liga. Am Ende der Saison 2020/21 wurde man Meister der Region. In den Aufstiegsspielen zur zweiten Liga belegte man in der Northern Region den ersten Platz und stieg somit erstmals in die zweite Liga auf. Die erste Zweitligasaison schloss man mit einem siebten Platz ab. Zu Beginn der Saison 2022/23 wurde dem Zweitligisten wegen Problemen mit den Lizenzunterlagen die Lizenz für die zweite Liga verweigert. Für Muangkan nahm der 16. der Abschlusstabelle, Raj-Pracha FC, den Platz in der zweiten Liga ein.

## Stadion

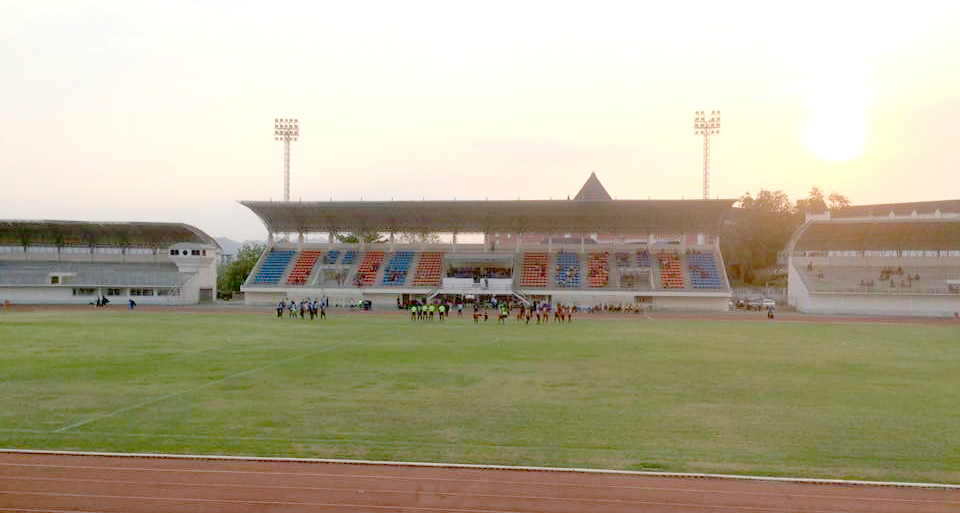
Kanchanaburi Province Stadion

Der Verein trägt seine Heimspiele im Kanchanaburi Province Stadion, auch bekannt als Kleeb Bua Stadion (thailändisch สนามกีฬาจังหวัดกาญจนบุรี หรือ สนามกลีบบัว), in Kanchanaburi aus. Das Mehrzweckstadion hat ein Fassungsvermögen von 13.000 Zuschauern.

### Spielstätten seit 2010
| Saison       | Stadion                       | Standort                           | Kapazität | Eigentümer                                          | Koordinaten                    |
| ------------ | ----------------------------- | ---------------------------------- | --------- | --------------------------------------------------- | ------------------------------ |
| 2010 – heute | Kanchanaburi Province Stadium | Kanchanaburi, Provinz Kanchanaburi | 13.000    | Kanchanaburi Provincial Administrative Organization | 14° 2′ 59,5″ N, 99° 30′ 9,9″ O |

## Vereinserfolge
- Thai League 4 – West: 2017 (2. Platz)  ▲
- Thai League 3 – West: 2020/21
- Thai League 3 – National Championship: 2020/21 (2. Platz)  ▲

## Spieler
Stand: 19. Januar 2022
| Nr. |           | Position | Name                 |
| --- | --------- | -------- | -------------------- |
| 1   | Thailand  | TW       | Chinnapong Raksri    |
| 2   | Thailand  | AB       | Samerpak Srinon      |
| 3   | Thailand  | AB       | Rachanon Kanyathong  |
| 4   | Thailand  | MF       | Wattana Klomjit      |
| 5   | Thailand  | AB       | Thanachach Phocha    |
| 7   | Japan     | MF       | Kento Nagasaki       |
| 8   | Thailand  | MF       | Suchao Nuchnum       |
| 9   | Thailand  | ST       | Guntapon Keereeleang |
| 10  | Brasilien | ST       | Leandro Assumpção    |
| 11  | Thailand  | AB       | Nattapong Kumnaet    |
| 13  | Thailand  | ST       | Supot Jodjam         |
| 17  | Thailand  | MF       | Panupong Rungsuree   |
| 18  | Thailand  | TW       | Anipong Kijkam       |
| 19  | Thailand  | MF       | Jirattikarn Vapilai  |

| Nr. |           | Position | Name                     |
| --- | --------- | -------- | ------------------------ |
| 20  | Brasilien | ST       | Jonatan Reis             |
| 21  | Thailand  | TW       | Prin Goonchorn           |
| 22  | Thailand  | ST       | Jirasak Kumthaisong      |
| 23  | Thailand  | ST       | Rattasak Wiang-in        |
| 25  | Thailand  | AB       | Jakkrit Khemnak          |
| 26  | Brasilien | AB       | Marlon                   |
| 29  | Thailand  | AB       | Worachet Tarasap         |
| 30  | Thailand  | MF       | Pongpat Liorungrueangkit |
| 31  | Thailand  | MF       | Anusorn Phrmprasit       |
| 34  | Thailand  | AB       | Suwat Yadee              |
| 39  | Thailand  | TW       | Suracha Nokthongauthai   |
| 54  | Thailand  | AB       | Natakorn Soithong        |
| 94  | Thailand  | MF       | Norraseth Lukthong       |

## Trainer
| Name            | Zeit beim Muangkan United FC | Zeit beim Muangkan United FC |
| Name            | von                          | bis                          |
| --------------- | ---------------------------- | ---------------------------- |
| Krit Singprecha | 28. November 2019            | 24. Januar 2021              |
| Jadet Meelarp   | 25. Januar 2021              | 28. September 2021           |
| SPhaisan Pona   | 28. September 2021           | 19. Oktober 2021             |
| Somchai Makmool | 19. Oktober 2021             | 31. Mai 2022                 |

## Saisonplatzierung
| Saison  | Liga                                        | Liga  | Liga   | Liga | Liga | Liga | Liga  | Liga   | Liga     | Pokal               | Pokal                  |
| Saison  | Liga                                        | Level | Spiele | S    | U    | N    | Tore  | Punkte | Position | FA Cup              | League Cup             |
| ------- | ------------------------------------------- | ----- | ------ | ---- | ---- | ---- | ----- | ------ | -------- | ------------------- | ---------------------- |
| 2010    | Regional League Division 2 – Central/East   | 3     | 30     | 13   | 11   | 6    | 44:27 | 50     | 7.       |                     |                        |
| 2011    | Regional League Division 2 – Central/East   | 3     | 30     | 9    | 7    | 14   | 30:40 | 34     | 10.      |                     |                        |
| 2012    | Regional League Division 2 – Central/East   | 3     | 34     | 10   | 8    | 16   | 30:42 | 38     | 11.      |                     |                        |
| 2013    | Regional League Division 2 – Central/East   | 3     | 24     | 10   | 7    | 7    | 33:28 | 37     | 5.       |                     |                        |
| 2014    | Regional League Division 2 – Central/East   | 3     | 26     | 13   | 9    | 4    | 31:16 | 48     | 3.       |                     |                        |
| 2015    | nicht teilgenommen                          |       |        |      |      |      |       |        |          |                     |                        |
| 2016    | Regional League Division 2 – West           | 3     | 22     | 6    | 4    | 12   | 18:35 | 22     | 10.      | 1. Runde            | 1. Qualifikationsrunde |
| 2017    | Thai League 4 - West                        | 4     | 27     | 17   | 5    | 5    | 40:21 | 56     | 2. ▲     | Qualifikationsrunde |                        |
| 2018    | Thai League 3 - Upper                       | 3     | 28     | 7    | 9    | 10   | 34:41 | 30     | 8.       |                     |                        |
| 2019    | Thai League 3 - Upper                       | 3     | 24     | 4    | 11   | 9    | 24:35 | 23     | 10.      |                     |                        |
| 2020    | Thai League 3 - Upper                       | 3     | 2      | 1    | 1    | 0    | 5:1   | 4      | 2.       |                     |                        |
| 2020/21 | Thai League 3 - West                        | 3     | 17     | 13   | 3    | 1    | 50:13 | 42     | 1.       | Viertelfinale       |                        |
| 2020/21 | Thai League 3 - National Championship Lower | 3     | 5      | 3    | 2    | 0    | 7:1   | 11     | 1. ▲     |                     | [ A 1 ]                |
| 2021/22 | Thai League 2                               | 2     | 34     | 14   | 10   | 10   | 70:62 | 52     | 7.       | 1. Runde            | Play-off-Runde         |

| Abbruch nach dem zweiten Spieltag aufgrund der COVID-19-Pandemie |

1. ↑  Aufgrund der COVID-19-Pandemie wurde der Wettbewerb nach der ersten Qualifikationsrunde abgebrochen.

## Sponsoren
| Jahr    | Ausrüster          | Trikotsponsor |
| ------- | ------------------ | ------------- |
| 2013    | FBT                | Chang         |
| 2014    | FBT                | Chang         |
| 2015    | nicht teilgenommen |               |
| 2016    | Ocel               | Chang         |
| 2017    | FBT                | Chang         |
| 2018    | VERSUS             | Chang         |
| 2019    | Mawin              | Chang         |
| 2020/21 |                    |               |